# Intertoll
Az Intertoll egy autópályaépítések finanszírozásával és a megépített autópályák üzemeltetésével foglalkozó nemzetközi vállalat. A cégnek Dél-Afrikában, Magyarországon és Lengyelországban vannak érdekeltségei. Jelenleg Magyarországon az M5-ös és az M6-os I-es (Érdi-tető és Dunaújváros közti) szakasz és III-as (Szekszárd és Pécs közti) szakasz üzemeltetését végzi.

## Nemzetközi tevékenysége
Az Intertollt Dél-Afrikában alapították az 1980-as években. Az első cég által üzemeltetett autópálya 1984-ben nyílt meg. A cég 21 autópálya-szakaszt üzemeltet az afrikai országban. Az Intertoll európai részlegét 1998-ban hozták létre, bár a vállalat már korábban megjelent Magyarországon. Az Intertoll Europe ZRt székhelye jelenleg is Budapest. 2008 óta a lengyel A1-es autópálya egyik szakaszának díjszedését és üzemeltetését is az Intertoll végzi. A cég tervei között szerepel a szlovákiai és lengyelországi autópályák elektronikus díjszedési rendszerének kiépítése, illetve egy szentpétervári díjas útszakasz üzemeltetése is.

## Magyarországi tevékenysége

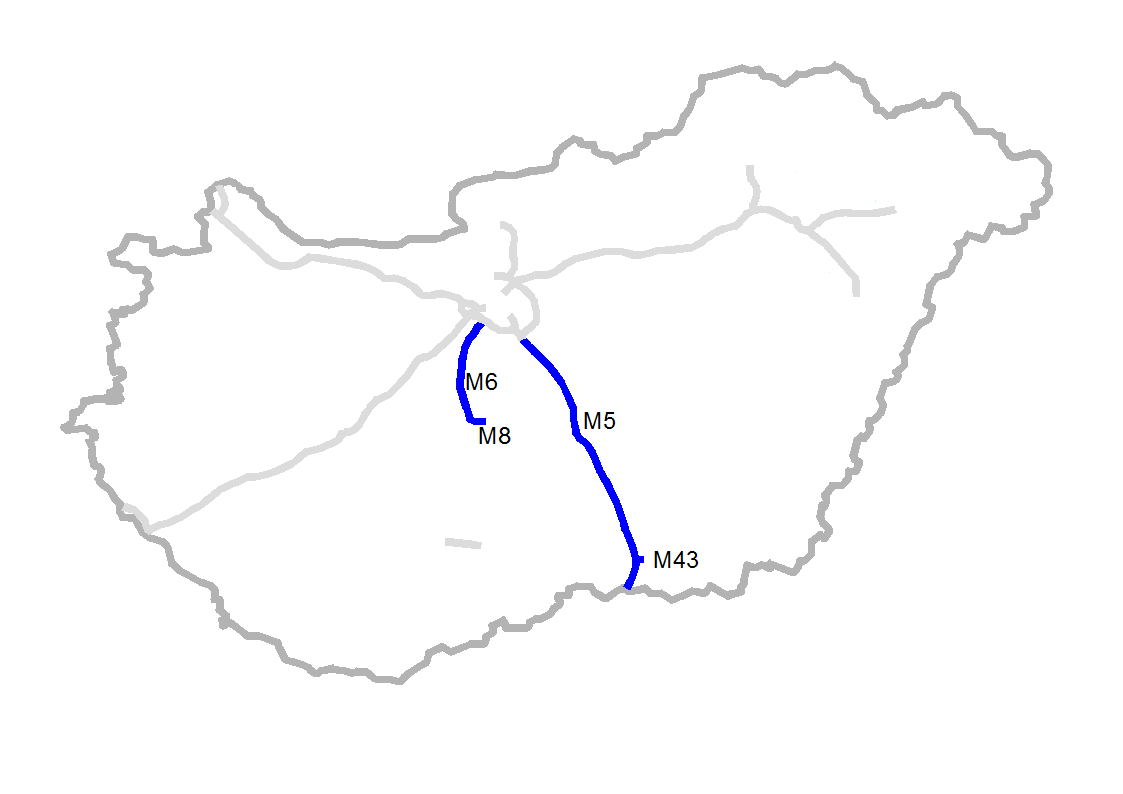
Az Intertoll által üzemeltetett magyarországi autópálya-szakaszok

### Intertoll M5
Magyarországon 1997-ben kezdődött az Intertoll tevékenysége. A társaság befektetőként vett részt az M5-ös autópályát építő AKA Rt. megalapításában, így ők lettek az autópálya későbbi üzemeltetői is. Az Intertoll 1997-től kezdve szedett díjat az autópálya Gyál-Lajosmizse, majd 1998-tól a Kecskemét-Dél–Kiskunfélegyháza-Észak szakaszán. A magas útdíjak miatt a vállalat többször szembekerült a környékbeli településeket képviselő politikusokkal is. 2005-ben az M5-ös autópályára is kiterjesztették a matricás rendszert, ekkor az Intertoll útdíjszedő tevékenysége megszűnt. Az M5-ös autópálya későbbi megépített szakaszain, illetve az M43-as autópályán is a vállalat végezte a fenntartási tevékenységeket 2010-ig. Az Intertoll M5 három telephelyet tart fenn az út mentén, Újhartyánon, Kiskunfélegyházán és Balástyán.

### M6-os autópálya
A vállalat 2004-ben szerződött az M6-os autópálya beruházásait végző konzorciummal. Az M6-os autópálya üzemeltetésére új leányvállalatot hoztak létre, amely a Duna-Intertoll nevet kapta. Az Intertoll részvételével megalapított Mecsek Autópálya-üzemeltető konzorcium nyerte el az M6-os Szekszárd-Bóly és az M60-as Bóly-Pécs közötti szakaszának üzemeltetési jogát is. Az Intertoll M6-os melletti útfenntartó bázisa Iváncsán található.